# Eugénie Blanchard
Anne Eugénie Blanchard (født 16. februar 1896 i Merlet, Frankrig – døde 4. november 2010) var verdens ældste person.
Hun var 114 år og 261 dage gammel og dermed den ældste levende personen på tidspunktet for hendes død i november 2010. Hun blev den anerkendte rekordholder af verdens ældste person og stod opført i Guinness Rekordbog da den tidligere tittelholder japanske Kama Chinen døde 2. maj 2010. Hun blv nonne i maj 1923 og senere boede hun alene sammen med katten til hun flyttede til et plejehjem i 1980 i en alder af 84 år på grund et svigtende helbred.
Blanchard blev beskrevet som en person med et godt helbred generelt under hendes sidste år til trods for for tabet af hendes syn og hendes evne til at snakke. Hun døde i Saint Barth's, 4. november 2010, i en alder af 114 år. Hun blev efterfulgt som den ældste person i verdenen af amerikanske Eunice Sanborn som døde i Jacksonville, Texas i 2011.

## Eksterne kilder
1. ↑  "Straittimes.com – World's oldest person dies". Arkiveret fra originalen 7. november 2010. Hentet 4. november 2010.

|  | Artiklen om Eugénie Blanchard kan blive bedre, hvis der indsættes et (bedre) billede Du kan hjælpe ved at afsøge Wikimedia Commons for et passende billede eller uploade et godt billede til Wikimedia Commons iht. de tilladte licenser og indsætte det i artiklen. |